# مايك غوتمان
مايك غوتمان (بالإنجليزية: Mike Gutmann)‏ ولد بتاريخ 28 أبريل 1962 في سويسرا، هو دراج سويسري سابق.

## روابط خارجية
- مايك غوتمان على موقع أرشيف الدراجات (الإنجليزية)
- مايك غوتمان على موقع إحصائيات الدراجات الإحترافية (الإنجليزية)